# Tjäderberget
Tjäderberget är ett naturreservat i Lycksele kommun och Vindelns kommun i Västerbottens län.
Området är naturskyddat sedan 2005 och är 1 109 hektar stort. Reservatet omfattar flera höjder vara Tjäderberget är ett, ingår gör också Stor-Rödfisktjärnen, Holmtjärnen och en del av Inre-Kroksjön. Reservatet består av   tallskog med inslag av lövträd.